# Orectogyrus semisericeus
Orectogyrus semisericeus is een keversoort uit de familie van schrijvertjes (Gyrinidae). De wetenschappelijke naam van de soort is voor het eerst geldig gepubliceerd in 1881 door Gestro.